# Poa cookii
Espèce
Poa cookii est une espèce de plantes monocotylédones de la famille des Poaceae (graminées), sous-famille des Pooideae, originaire de certaines îles subantarctiques.

## Synonymes
Selon Catalogue of Life (18 juillet 2016) :
- Festuca cookii Hook.f.,
- Poa hamiltonii Kirk.

## Description
Poa cookii est une plante herbacée, vivace, aux feuilles d'un vert profond, qui pousse en touffes très denses (appelées tussocks en anglais) pouvant atteindre 80 cm de haut. 
Les anciennes gaines foliaires desséchées forment une masse enchevêtrée à la base des touffes.
C'est une plante gynomonoïque (possédant des fleurs hermaphrodites et des fleurs femelles sur le même pied).
Elle est plus petite que Poa foliosa avec laquelle elle peut pousser en mélange. 
La floraison a lieu de novembre à février (été austral),. 

## Distribution et habitat
Poa cookii a une aire de répartition restreinte qui comprend les îles du Prince-Édouard, Crozet, Heard et McDonald et les Kerguelen dans le sud de l'océan Indien, ainsi que l'île australienne Macquarie. 
La plante pousse parmi les rochers du niveau de la mer jusqu'à 200 mètres d'altitude, sur les pentes et les replats dans la tourbe humide ou au bord des ruisseaux, prospérant souvent sur les sols riches en nutriments près des colonies de manchots avec Poa foliosa. Dans les îles Heard-et-MacDonald, l'espèce est commune dans les lieux sablonneux humides près du littoral et les tourbières en compagnie de la plante en coussin, Azorella selago.
Dans l'île Macquarie, elle est gravement affectée par le broutage des lapins,.